# Quan Hongchan
Quan Hongchan (全红婵S, Quán HóngchánP) (Zhanjiang, 28 marzo 2007) è una tuffatrice cinese.
All'età di soli 14 anni ha vinto una medaglia d'oro ai Giochi Olimpici di Tokyo 2020 oltre ad essere stata l'atleta più giovane ad aver rappresentato la Cina ai Giochi olimpici.

## Biografia
Ha iniziato a praticare i tuffi nel 2014, all'età di 7 anni. Quattro anni dopo il suo esordio, è entrata a fare parte della squadra della Provincia di Guangdong, della quale fa ancora parte.
Nel 2021 ha rappresentato la Cina ai Giochi olimpici estivi di Tokyo 2020, vincendo la medaglia d'oro nella gara dei tuffi dalla piattaforma 10 metri femminile. Al termine della competizione, ha dichiarato di voler utilizzare il premio in denaro ricevuto per la vittoria per pagare le cure mediche di sua madre, catturando l'attenzione della stampa internazionale.
Ai Giochi olimpici estivi di Parigi 2024 vince la medaglia d'oro sia nella piattaforma 10 metri sia nel sincro 10 metri.

## Palmarès
- Giochi olimpici

Tokyo 2020: oro nella piattaforma 10m.
Parigi 2024: oro nella piattaforma 10m e nel sincro 10m.
- Mondiali

Budapest 2022: oro nella squadra mista e nel sincro 10m, argento nella piattaforma 10m.
Fukuoka 2023: oro nel sincro 10m e argento nella piattaforma 10m.
Doha 2024: oro nella piattaforma 10m e nel sincro 10m.
- Vincitrice della Coppa del Mondo del sincro 10m nel 2022, nel 2024 e nel 2025

## Riconoscimenti
- Atleta dell'anno World Aquatics: 2024